# Christian Møller
Christian Møller, danski kemik in fizik, * 22. december 1904, Hunslev, otok Als, Danska, † 14. januar 1980, Ordrup, Danska.
Møller je najbolj znan po svojih prispevkih k teoriji relativnosti, teoriji gravitacije in kvantni kemiji.
V računalniški kvantni kemiji je znana Møller-Plessetova teorija motenj.